# Coronidia
Coronidia is een geslacht van vlinders van de familie Sematuridae, uit de onderfamilie Sematurinae.

## Soorten
- C. difficilis Strand, 1911
- C. erecthea Westwood, 1879
- C. hyphasis Hopffer, 1856
- C. orithea Cramer